# Rossafelli
Rossafelli är ett berg i Färöarna (Kungariket Danmark).   Det ligger i sýslan Streymoyar sýsla, i den norra delen av landet, 27 km nordväst om huvudstaden Tórshavn. Toppen på Rossafelli är 438 meter över havet. Rossafelli ligger på ön Streymoy.
Terrängen runt Rossafelli är kuperad. Runt Rossafelli är det ganska tätbefolkat, med 58 invånare per kvadratkilometer. Närmaste större samhälle är Fuglafjørður, 13,1 km öster om Rossafelli. Trakten runt Rossafelli består i huvudsak av gräsmarker.